# Sibetolja
Sibetolja eller bara sibet (från arabiska zabat = mysk) är en vätska som sibetkatter producerar i sina analkörtlar och som används av dessa djur för att markera sitt revir. I naturligt tillstånd har vätskan en mycket obehaglig lukt.
När den tunnas ut kraftigt beskrivs vätskan däremot som väldoftande och används därför i parfymproduktionen. Ofta blandas sibetolja med mysk, bävergäll och ambra för att åstadkomma de så kallade orientaliska dofterna.
Idag framställs nästan uteslutande syntetiska doftämnen som liknar sibetolja. Den naturliga vätskan innehåller till exempel indol och skatol.